# القوات المسلحة البريطانية
القوات المسلحة الملكية البريطانية أو القوات المسلحة للمملكة المتحدة والمعروفة أيضا باسم القوات المسلحة لجلالة الملك وقانونياً في بعض الأحيان القوات المسلحة لولي العهد، في القوات المسلحة البريطانية. (بالإنجليزية: British Armed Forces)، هي القوات العسكرية الموحدة المسؤولة عن الدفاع عن المملكة المتحدة وأقاليمها الخارجية والأقاليم التابعة للتاج البريطاني. كما أنها تعزز مصالح المملكة المتحدة الأوسع نطاقًا، وتدعم جهود حفظ السلام الدولية، وتقدم المساعدات الإنسانية.
القائد الأعلى للقوات المسلحة البريطانية هو ملك بريطانيا، وجلالة الملك تشارلز الثالث (بالإنجليزية: Charles III) واسمه تشارلز فيليب آرثر جورج، ويلقى بـ «رئيس القوات المسلحة»، مع ضباط وأفراد يقسمون بالولاء له. ومع ذلك، فقد منحت الاتفاقية الدستورية القائمة منذ فترة طويلة سلطة تنفيذية بحكم الأمر الواقع، من خلال ممارسة الامتياز الملكي، لرئيس الوزراء ووزير الدولة للدفاع. يتخذ رئيس الوزراء (بالتعاون مع مجلس الوزراء) القرارات الرئيسية بشأن استخدام القوات المسلحة. يوافق برلمان المملكة المتحدة على استمرار وجود الجيش البريطاني من خلال إقرار قانون القوات المسلحة مرة واحدة على الأقل كل خمس سنوات، كما هو مطلوب بموجب وثيقة الحقوق لعام 1689. يتطلب "الجيش الدائم" فقط إعادة موافقة البرلمان؛ ولا يشمل هذا الشرط البحرية الملكية والقوات الجوية الملكية ومشاة البحرية الملكية وأي قوات أخرى. وتتم إدارة القوات المسلحة من قبل مجلس الدفاع. وبموجب القانون الدستوري البريطاني والقوات المسلحة التابعة للتاج ولكن لا يمكن إلا أن الاحتفاظ بها في وقت السلم بموافقة البرلمان مستمر. نتيجة لذلك، لا يزال البرلمان يوافق على استمرار وجود القوات المسلحة تقف على أساس سنوي. يتسق مع الاتفاقية الدستورية منذ أمد بعيد، ومع ذلك، فإن رئيس الوزراء يحمل السلطة الفعلية على القوات المسلحة. وتدار من قبل القوات المسلحة في مجلس الدفاع التابع لوزارة الدفاع. قد بموجب قانون 1689م من حقوق لا يمكن الحفاظ على مكانة الجيش خلال وقت السلم من دون موافقة البرلمان.
منذ تشكيل مملكة بريطانيا العظمى في عام 1707 (خلفتها لاحقًا المملكة المتحدة لبريطانيا العظمى وأيرلندا، وأخيرًا المملكة المتحدة لبريطانيا العظمى وأيرلندا الشمالية)، وشهدت القوات المسلحة البريطانية عمليات في معظم الحروب الكبرى التي شاركت فيها القوى العالمية في العالم، بما في ذلك حرب السنوات السبع، وحرب الاستقلال الأمريكية، والحروب النابليونية، وحرب القرم، والحرب العالمية الأولى والحرب العالمية الثانية. سمحت انتصارات بريطانيا في معظم هذه الحروب لها بالتأثير على الأحداث العالمية وتأسيس نفسها كواحدة من القوى العسكرية والاقتصادية الرائدة في العالم. تتكون القوات المسلحة البريطانية من: البحرية الملكية البريطانية، وهي بحرية ذات مياه زرقاء بأسطول من 62 سفينة مفوضة ونشطة، إلى جانب مشاة البحرية الملكية البريطانية، وهي قوة مشاة خفيفة برمائية متخصصة للغاية؛ والجيش البريطاني، وهو فرع الحرب البرية الرئيسي في المملكة المتحدة؛ والقوات الجوية الملكية، وهي قوة جوية متطورة تقنيًا، بأسطول عملياتي متنوع يتكون من طائرات ثابتة الجناح وطائرات دوارة. تضم القوات المسلحة البريطانية قوات دائمة، وقوات احتياطية نظامية، وقوات احتياطية متطوعة، وقوات احتياطية مدعومة.
المملكة المتحدة واحدة من خمس قوى نووية معترف بها، وعضو دائم في مجلس الأمن التابع للأمم المتحدة، وعضو مؤسس وقيادي في حلف شمال الأطلسي (الناتو)، وطرف في ميثاق الأمن AUKUS وترتيبات الدفاع الخمس. وتحتفظ المملكة المتحدة بحاميات ومنشآت تدريب خارجية في جزر أسينشن، والبحرين، وبليز، وبرمودا، وإقليم المحيط الهندي البريطاني، وبروناي، وكندا، وقبرص، وجزر فولكلاند، وألمانيا، وجبل طارق، وكينيا، ومونتيسيرات، ونيبال، وقطر، وسنغافورة، والولايات المتحدة. واتهم القوات المسلحة البريطانية مع حماية المملكة المتحدة والأراضي التابعة لها في الخارج، وتعزيز المصالح الأمنية الأوسع في بريطانيا، ودعم جهود حفظ السلام الدولية. وهي مشاركة نشطة ومنتظمة في عمليات حلف شمال الأطلسي وقوات التحالف الأخرى. وبريطانيا هي أيضا طرفا في ترتيبات السلطة الدفاع الخمسة. وشملت العمليات الأخيرة في حروب أفغانستان والعراق، وتدخل عام 2000 في سيراليون، ومسؤوليات حفظ السلام الجارية في منطقة البلقان وقبرص، والمشاركة في منطقة حظر الطيران بتفويض من الأمم المتحدة على ليبيا. تمسك الحاميات في الخارج والتسهيلات في جزيرة الصعود، بليز، بروناي، كندا، دييغو غارسيا، وجزر فوكلاند، ألمانيا، جبل طارق، وكينيا وقطر والمناطق قاعدة السيادية (قبرص)

## التاريخ

### التاريخ التنظيمي
مع صدور قانونا الاتحاد عام 1707، دُمجت قوات إنجلترا واسكتلندا المسلحة لتصبح مجتمعةً القوات المسلحة لمملكة بريطانيا العظمى.
في الأصل، كان هناك العديد من القوات البحرية والقوات النظامية والاحتياطية، على الرغم من دمج معظمها في البحرية الملكية أو الجيش البريطاني خلال القرنين التاسع عشر والعشرين (على النقيض من ذلك، فُصلت قوات الخدمة الجوية البحرية الملكية وسلاح الطيران الملكي للجيش البريطاني عن قواتها الأصلية في عام 1918 ودُمجت لتشكيل قوة جديدة، القوات الجوية الملكية، التي قامت بواجبات قوات الطيران البحري والعسكري والاستراتيجي حتى الحرب العالمية الثانية).
شملت البحرية القوات البحرية الملكية وقوات وخفر السواحل (لاحقًا خفر السواحل البريطاني) وحرس البحر وحرس النهر المشكلين حسب الحاجة طوال فترة حالات الطوارئ. بالإضافة لذلك، كان أسطول البحرية التجارية وأطقم قوارب الصيد قواتٍ احتياطية مهمة للقوات البحرية المسلحة (كان أي بحار عرضةً للتجنيد الإجباري، وقد جُند العديد منهم خاصةً خلال صراع استمر لعقدين بين الثورة الفرنسية ونهاية الحروب النابليونية، وسُجلت أسماؤهم بدءً من عام 1835 في سجل البحارة لتحديدهم كمصدر محتمل للقوات البحرية)، وقد خدم العديد من البحارة بدوام جزئي في قوات البحرية الملكية الاحتياطية (التي تأسست بموجب قانون القوات البحرية الاحتياطية عام 1859) وقوات البحرية الملكية الاحتياطية التطوعية (التي تأسست عام 1903).
تاريخيًا، قُسمت القوات البريطانية العسكرية (أي القوات المسلحة البريطانية الخاصة بالحرب البرية، على عكس القوات البحرية) إلى عدد من القوات العسكرية، التي كان الجيش البريطاني (الذي يُشار إليه أيضًا تاريخيًا باسم «القوات النظامية») جزءً منها. وكانت قوات الميليشيا (التي يُشار إليها أيضًا باسم القوة الدستورية) أقدم فرع في هذه القوات، التي كانت في الأصل (في مملكة إنجلترا) القوة العسكرية الدفاعية الرئيسية (بالإضافة على ذلك، شملت القوات الأصلية الحراس الشخصيين الملكيين فقط، بما في ذلك حراس يومن ويومن الحرس مع نشر الجيوش مؤقتًا فقط خلال الرحلات الاستكشافية في الخارج)، التي شملت قوات مدنية نُشرت خلال التدريبات السنوية أو خلال حالات الطوارئ، واستخدمت أساليب مختلفة من الخدمة الإجبارية خلال فترات مختلفة من تاريخها الطويل.
كانت قوات الميليشيا في الأصل قوة مشاة كاملة، نُظمت على مستوى المدينة أو المقاطعة، ولم يُطلب من أعضائها الخدمة خارج منطقة التجنيد الخاصة بهم، على الرغم من توسيع مناطق نشر قوات الميليشيا إلى أي مكان في بريطانيا خلال القرن الثامن عشر. نشأت وحدات المدفعية الساحلية والمدفعية الميدانية ووحدات الهندسة من قوات الميليشيا في خمسينات القرن التاسع عشر. كانت قوات يومنري قوات خيّالة يمكن حشدها في أوقات الحرب أو الطوارئ. استُخدمت وحدات المتطوعين بشكل متكرر أثناء الحرب، ولم تعتمد على الخدمة الإجبارية وبالتالي جذبت المجندين الذين تجنبوا الانضمام إلى قوات الميليشيا. كانت هذه القوات مفيدةً من الناحية الاقتصادية لزيادة القوة العسكرية خلال فترات الحرب، ولكنها بخلاف ذلك استنزفت قوات الميليشيا وبالتالي لم تُمول عادةً خلال فترات السلام، على الرغم من أن الرجال البارزين في برمودا كانوا يُعينون قادة حصون، ويتولون مسؤولية الحفاظ وقيادة أسلحة المدفعية الساحلية المحصنة التي يديرها المتطوعون، للدفاع عن ساحل المستعمرات بين القرنين السابع عشر والتاسع عشر (عندما استُبدلت جميع أسلحة المدفعية الساحلية بالمدفعية الملكية العادية). امتد نظام الميليشيا إلى عدد من المستعمرات الإنجليزية (البريطانية لاحقًا)، بدءًا من فرجينيا وبرمودا. في بعض المستعمرات، تم إنشاء قوات خيول أو غيرها من القوات الخيالة المشابهة لليومنري. بشكل عام، اعتبرت وحدات الميليشيا ووحدات المتطوعين في المستعمرات قواتٍ منفصلة عن الميليشيا المحلية وقوات المتطوعين في المملكة المتحدة، وعن قوات الميليشيا وقوات المتطوعين في المستعمرات الأخرى. في حالة وجود أكثر من وحدة واحدة من الميليشيا أو المتطوعين في المستعمرة، كان يتم جمعهم كميليشيا أو قوة متطوعة لتلك المستعمرة، مثل قوة الدفاع المتطوعة في جامايكا، والتي تألفت من فيلق سانت أندرو ريفل (أو متطوعو مشاة كينغستون) وفيلق كشافة جامايكا وفوج جامايكا الاحتياطي، لكنها لم تشمل مدفعية ميليشيا جامايكا. في المستعمرات الأصغر التي شملت ميليشيا واحدة أو وحدة تطوعية، كان من الممكن اعتبار هذه الوحدة الفردية جزءً من قوة دفاع، أو تسميتها في بعض الحالات قوةً دفاع بدلًا من فوج أو فيلق، كما هو الحال في قوة دفاع جزر فوكلاند وقوة دفاع مونتسيرات الملكية. كانت تُعرف قوات الميليشيا واليومنري والقوات المتطوعة مجتمعةً باسم قوات الاحتياط أو القوات المساعدة أو القوات المحلية. لم يكن من المسموح لضباط هذه القوات بالعمل في المحاكم العسكرية الخاصة بأفراد القوات النظامية. لم يطبق قانون التمرد على أفراد قوات الاحتياط.

## الفروع

### البحرية الملكية

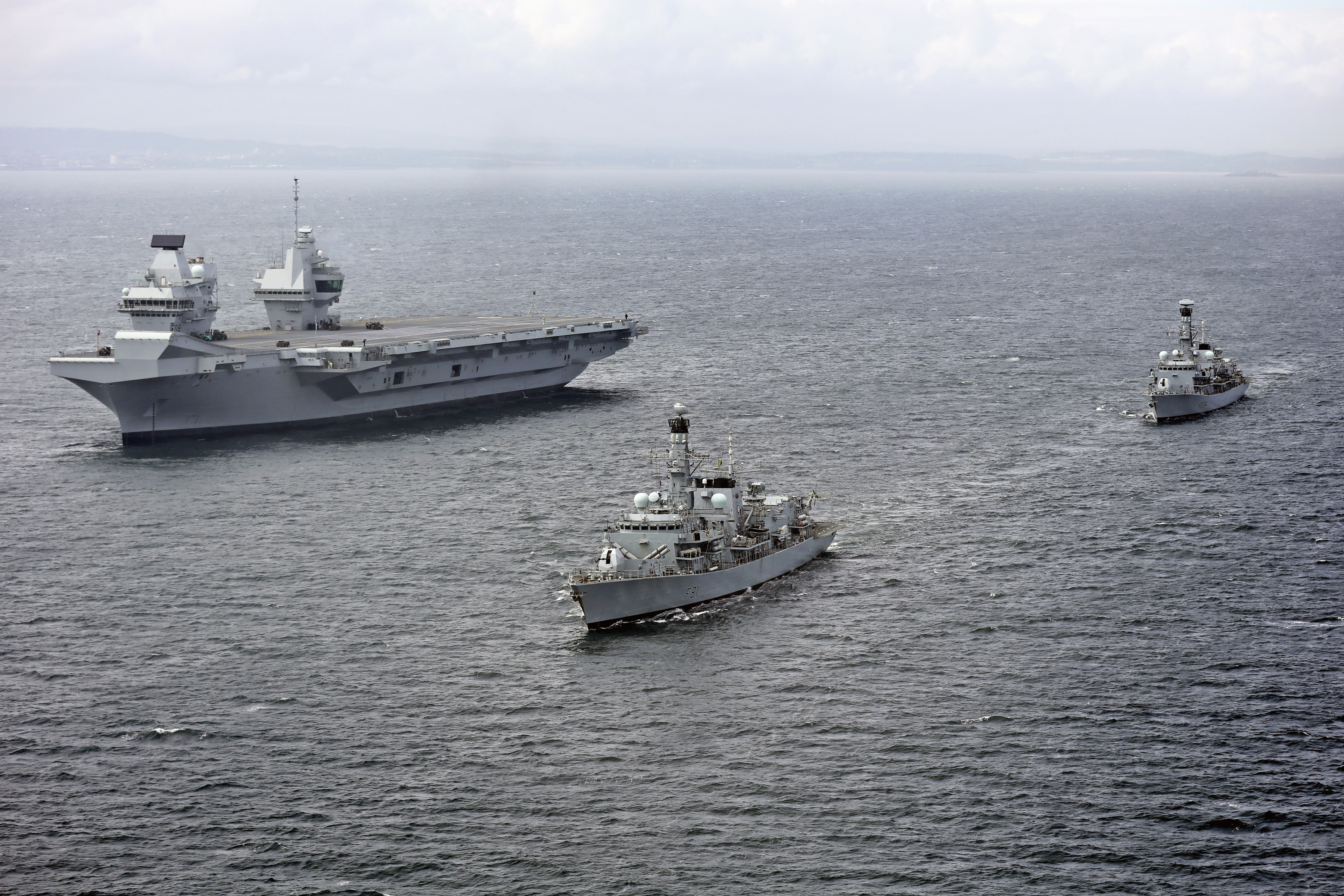
حاملة الطائرات العملاقة HMS Queen Elizabeth، من فئة حاملة الطائرات من فئة كوين إليزابيث، في التجارب البحرية في يونيو 2017

البحرية الملكية البريطانية قوة بحرية متطورة تكنولوجياً، وهي أكبر بحرية في الاتحاد الأوروبي والثانية في حلف الناتو وتشتمل على العديد من الفروع - البحرية الملكية والذراع الجوي وسلاح الغواصات - واعتبارًا من ديسمبر 2024، تتكون من 62 سفينة مُكلَّفة بالإضافة إلى 11 سفينة دعم من أنواع مختلفة تُشغِّلها القوات المساعدة للأسطول الملكي. يتولى قائد أسطول الخدمة البحرية قيادة الأصول القابلة للنشر. تقع مسؤولية شؤون الأفراد على عاتق اللورد البحري الثاني /القائد العام للقيادة البحرية الرئيسية، وهو منصب يشغله عادةً نائب أميرال. وعموما تملك البحرية الملكية أكثر من 80 سفينة حربية - تشتمل على غواصات صواريخ باليستية ومدمرات وفرقاطاتو حاملات طائرات وغوصات نووية وكاسحات ألغام - وأسطول جوى من 240 طائرة.[بحاجة لمصدر]

### الجيش البريطاني
الجيش البريطاني هو فرع القوى المسلحة البرية من القوى المسلحة البريطانية. يضم حوالي 98,000 جندي عادي و34,000 جندي احتياطي، مما يعطي مجموع 132,000 جندي. الجندي الذي يعمل بدوام كامل، فيشار إليه بالجندي العادي منذ تأسيس الجيش الاحتياطي في 1908م. الجيش البريطاني معين في العديد من مناطق الحروب في العالم كجزء من قوى حفظ السلام التابعة للأمم المتحدة. ومن ضمنها فهو موجود في كوسوفو، قبرص، ألمانيا، العراق، أفغانستان، وعدة من الدول الأخرى.

## روابط خارجية
- القوات المسلحة البريطانية على موقع ميوزك برينز (الإنجليزية)